# 세라메차나
세라메차나(이탈리아어: Serramezzana)는 이탈리아 캄파니아주 살레르노도에 있는 코무네이다.